# Centronia neblinae
Centronia neblinae är en tvåhjärtbladig växtart som beskrevs av John Julius Wurdack. Centronia neblinae ingår i släktet Centronia och familjen Melastomataceae. Inga underarter finns listade i Catalogue of Life.